# Ibrahim Alma
Ibrahim Alma (en árabe: إبرَاهِيْم رَفِيْق عَالِمَة‎; Homs, Siria, 18 de octubre de 1991) es un futbolista de Siria que juega en la posición de guardameta. Desde 2023 juega con el Tishreen SC de la Liga Premier de Siria.

## Carrera

### Club
| Periodo   | Club              |
| --------- | ----------------- |
| 2010–2012 | Al-Wathba         |
| 2012–2014 | Al-Shorta Damasco |
| 2014–2015 | Al-Wathba         |
| 2015–2016 | Al-Wahda Damasco  |
| 2016–2017 | Al-Ittihad Aleppo |
| 2017–2018 | Sepahan FC        |
| 2018      | Al-Qadsiah FC     |
| 2018–2019 | Al-Wahda Damasco  |
| 2019–2020 | Al-Jaish Damasco  |
| 2020–2021 | Al-Horgelah SC    |
| 2021–2022 | Jableh SC         |
| 2023      | Al-Jaish Damasco  |
| 2023–     | Tishreen SC       |

### Selección nacional
Ha jugado a nivel de selección nacional desde la categoría sub-20 y debutó con Siria en 2012.

## Logros
- Copa de Siria (1): 2016